# Château de Sendrone
Le château de Sendrone est situé sur la commune de Saïx, en France.

## Localisation
Le château est situé sur la commune de Saïx, dans le département du Tarn, en région Occitanie.

## Description
Le château de Sendrone est une ancienne maison de maître de plan rectangulaire accessible, côté ouest, depuis une vaste esplanade. La façade classique s'ouvre, sous un fronton triangulaire central, par une porte d'accès en pierre de taille. De part et d'autre de cette porte, deux séries de quatre percements animent la façade prolongée, à son extrémité sud, par une terrasse bordée d'une ferronnerie du XVIIIe siècle. À l'intérieur, l'escalier qui dessert les deux niveaux est remarquable de par sa ferronnerie et le décor peint en faux marbre qui se prolonge le long du couloir qui dessert les chambres à l'étage. À l'extérieur, un pigeonnier de type castrais, sur piliers à anneaux.

## Historique
Le château fait l’objet d'une inscription partielle (éléments protégés : façade sur la cour d'honneur et toitures du bâtiment municipal ; cage d'escalier avec sa ferronnerie, ses portes et son décor peint ainsi que le couloir du premier étage où ce décor se prolonge ; salon et salle à manger avec leur décor de boiseries et de bois doré ; cheminées de marbre du salon, d'une chambre au premier étage et de deux pièces au rez-de-chaussée ; grilles en fer forgé situées à l'entrée du château ainsi que le pigeonnier)  au titre des monuments historiques par arrêté du 6 novembre 1987.

## Galerie

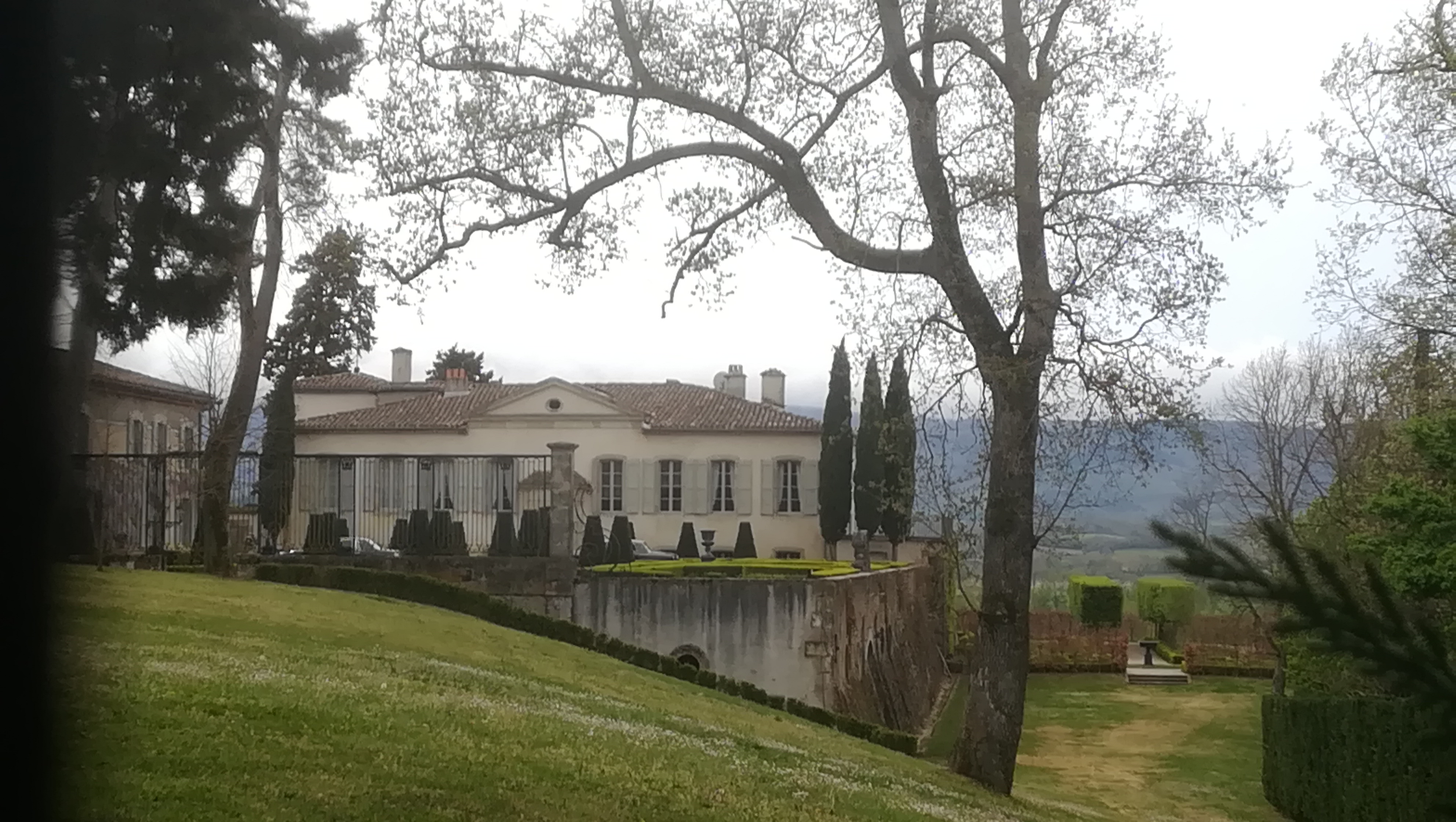
Château.
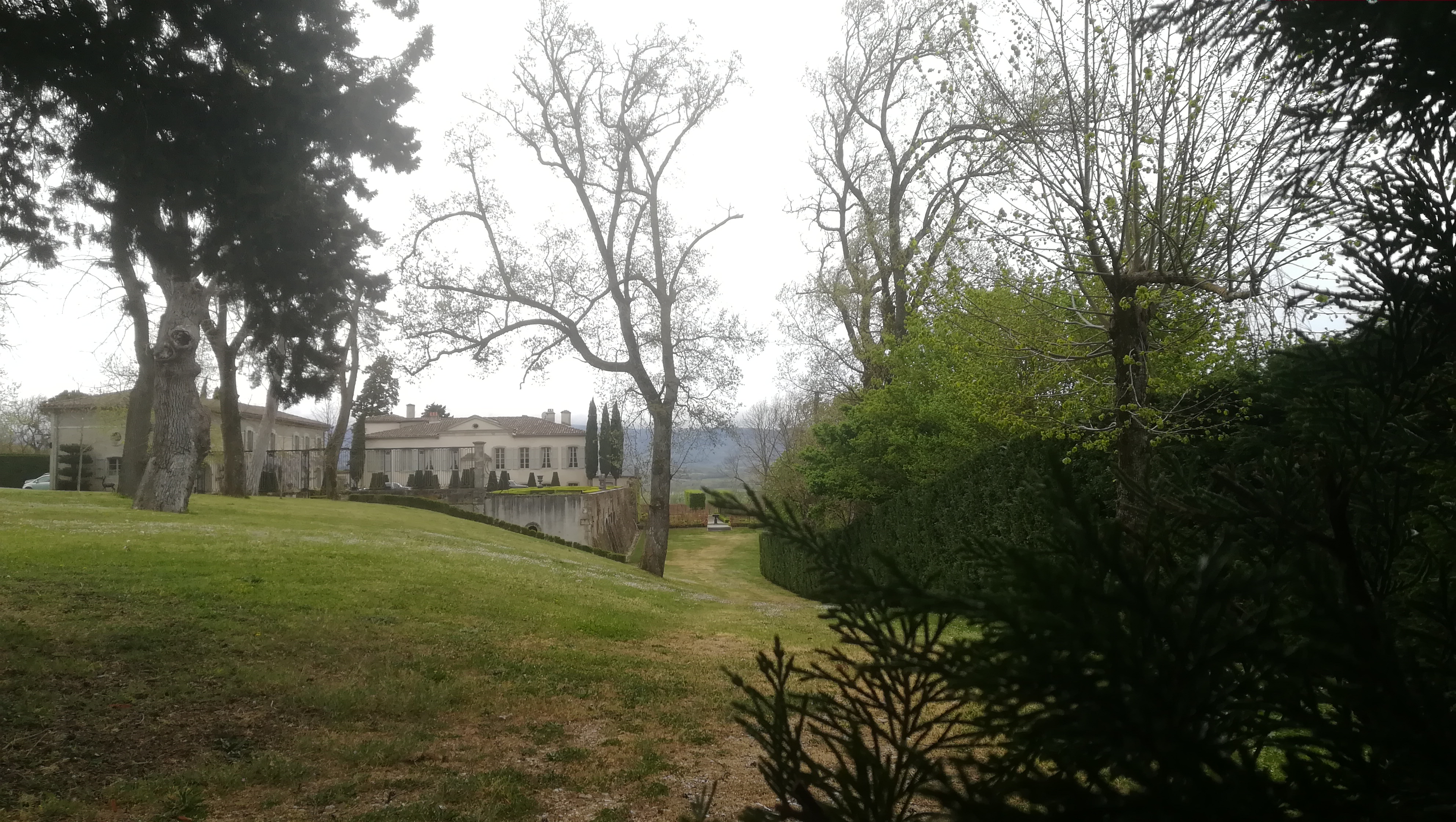
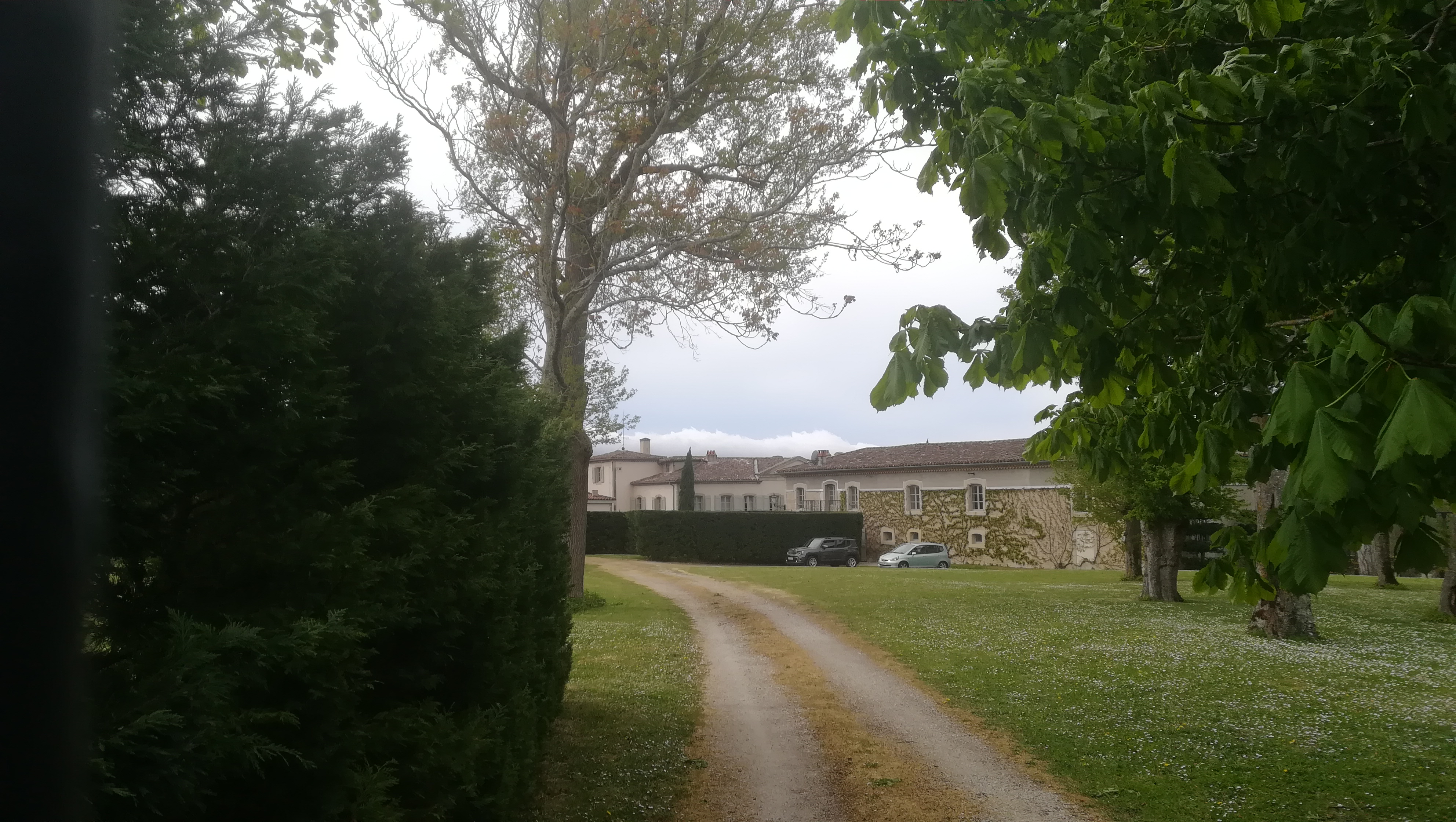
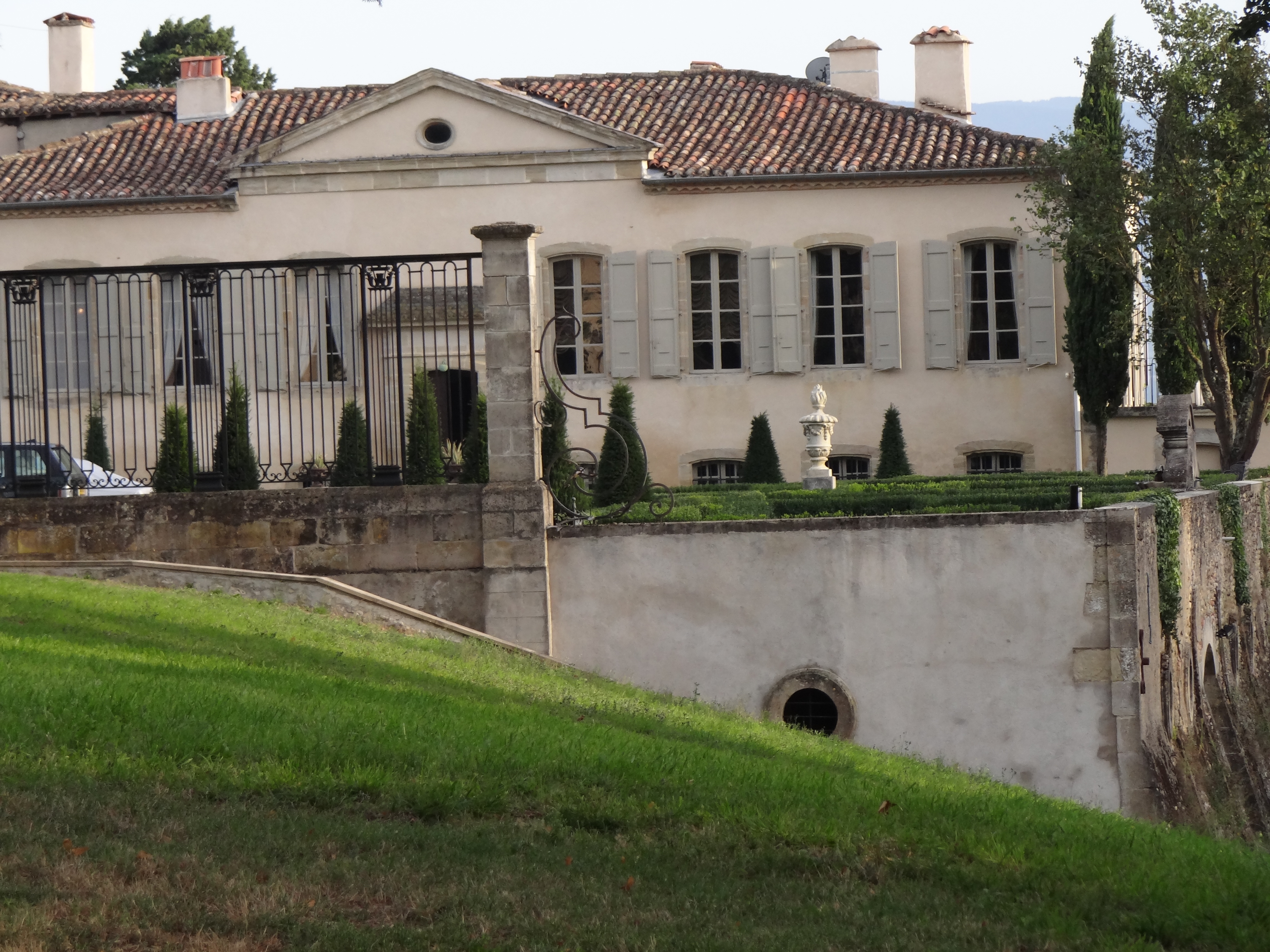
Facade ouest.
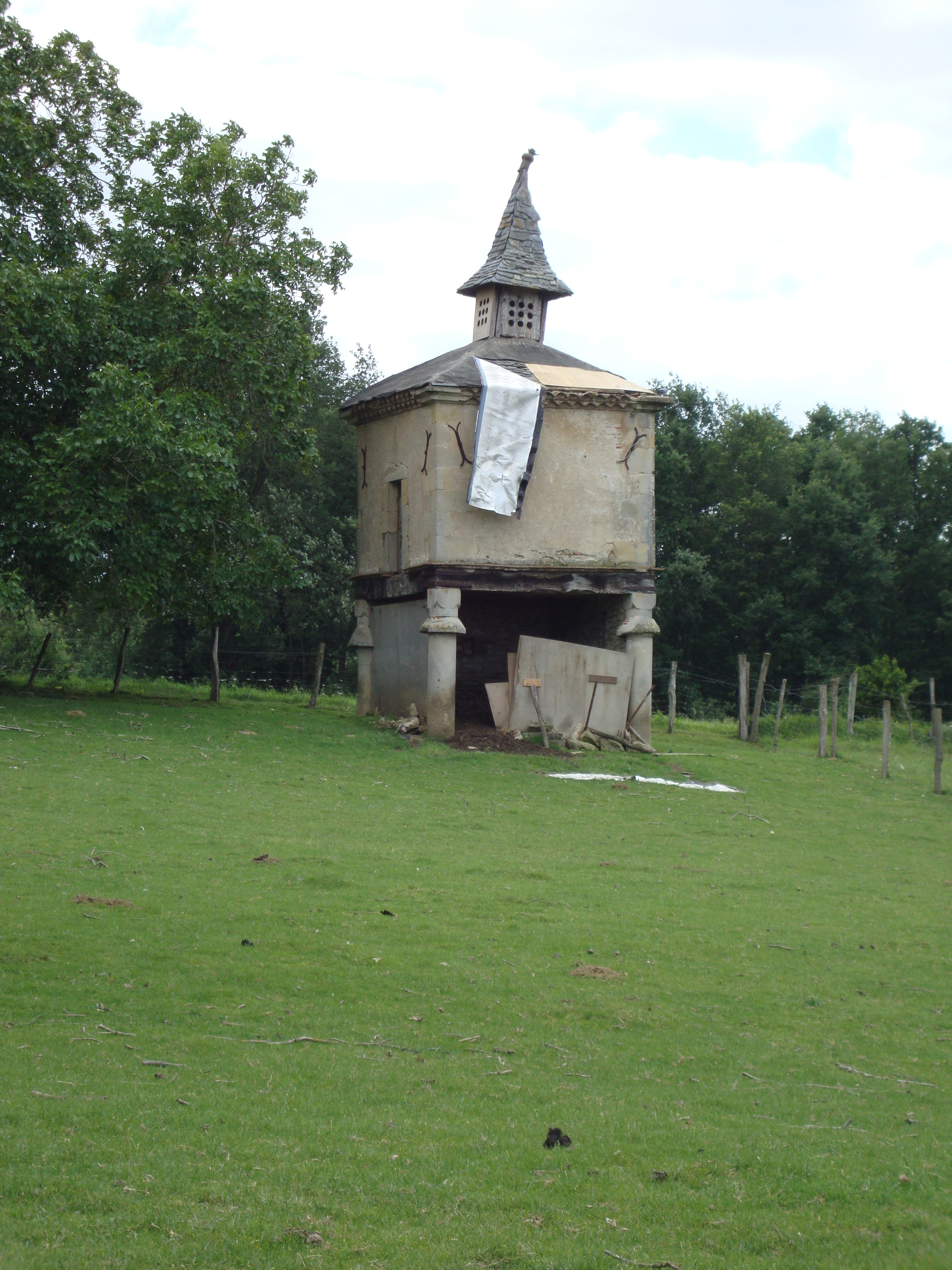
Pigeonnier.
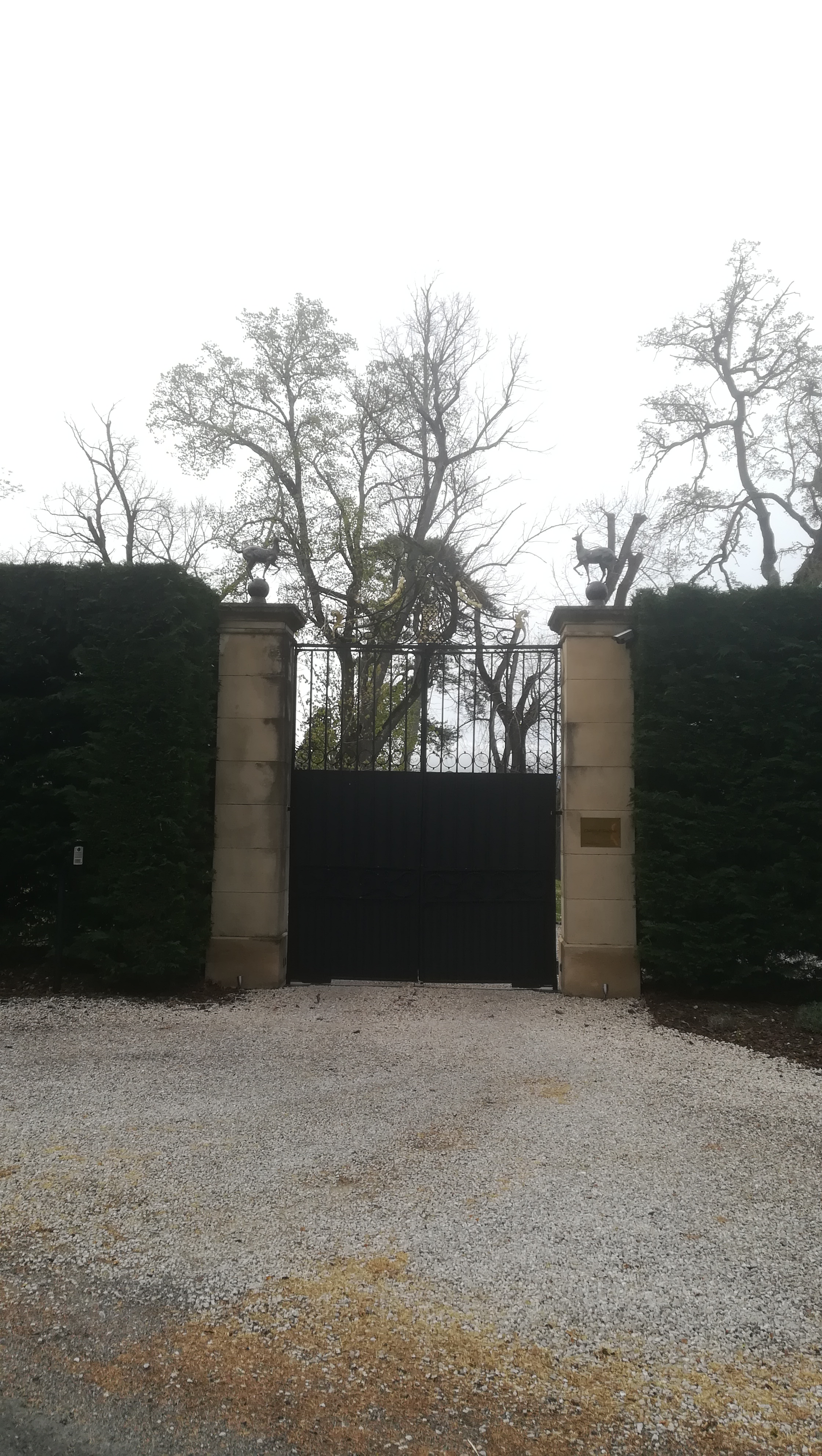
Grilles en fer forgé situées à l'entrée du château.
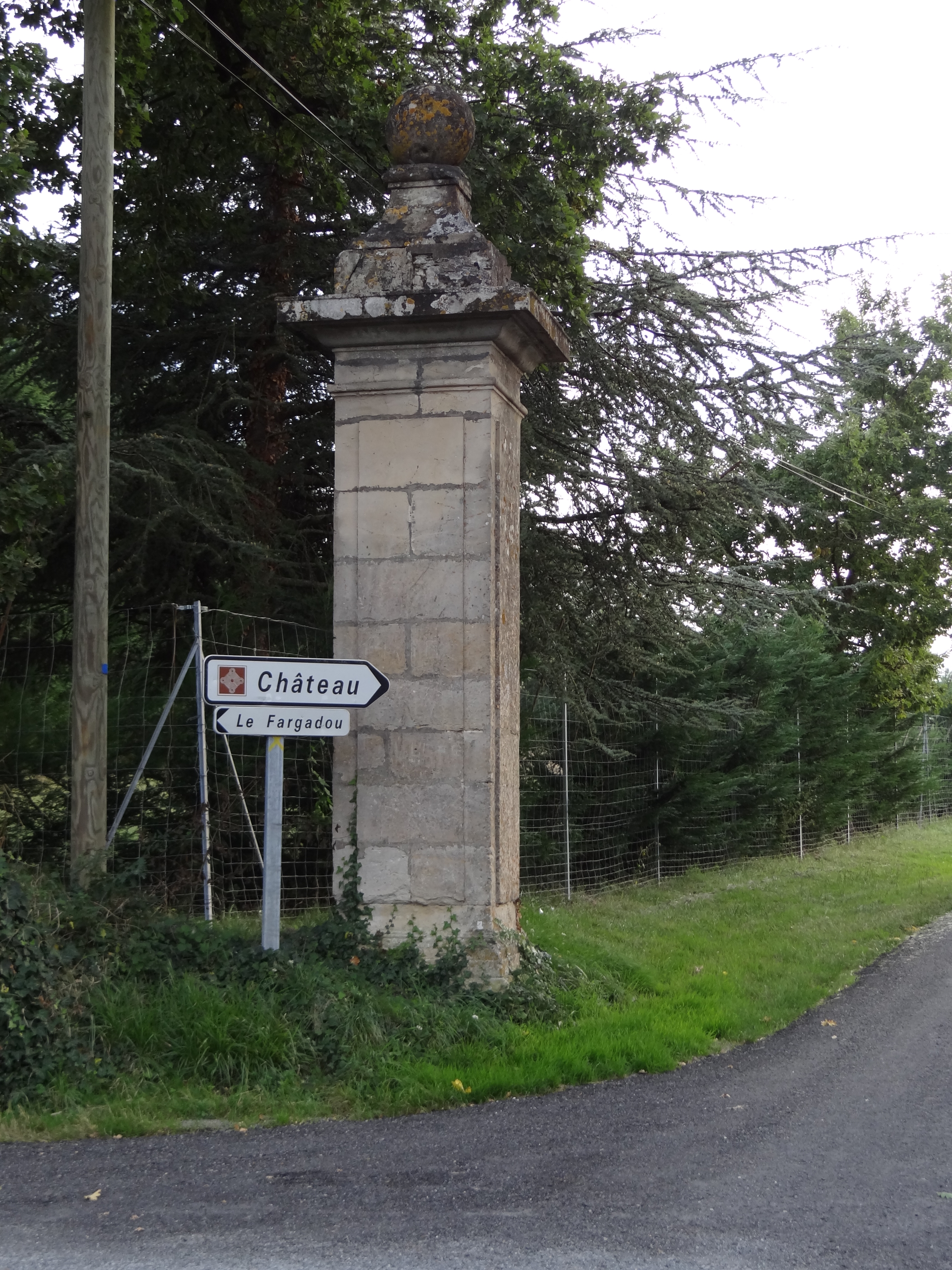
Entrée du domaine.